# Рудник Кайнанту
Рудник Кайнанту — гірничодобувний майданчик у Меланезії, в державі Папуа Нова Гвінея.
Золоторудне родовище Кайнанту лежить у високогір'ї дещо менш ніж за півтори сотні кілометрів на північний захід від Лае. Проєктом його розробки опікується зареєстрована в Канаді компанія K92 Mining, яка в 2016 році ввела в дію першу чергу копальні потужністю 200 тисяч тонн руди на рік. У 2021-му запустили другу чергу, що довела потужність до 400 тисяч тонн, а в середині 2022-го повідомлялось, що рудник вийшов на рівень у 4,5 тонни золота на рік. У 2023-му оголосили, що внаслідок реалізації стадії 2А копальня може видавати 500 тисяч тонн руди на рік.
Ще дві черги планують ввести в дію у 2025—2026 роках з доведенням продуктивності копальні до 1,7 млн тонн на рік (якщо ці плани виконають, річний видобуток може досягнути 15 тонн).
Розробка ведеться підземним способом. Наприкінці 2023-го оголосили, що на 90 % готові два транспортні ухили, які за потреби можуть забезпечити видачу до 5 млн тонн руди на рік, що істотно більше навіть за потреби четвертої черги.
Станом на кінець 2023-го ресурси проєкту оцінювались у 8,1 млн тонн руди, яка містить 81 тонну золота. За середнім вмістом цільового компоненту в руді Кайнанту входить до першої десятки світових копалень.